# Blepharocosta marmorata
Blepharocosta marmorata är en insektsart som först beskrevs av Walter Wilson Froggatt 1900.  Blepharocosta marmorata ingår i släktet Blepharocosta och familjen rundbladloppor. Inga underarter finns listade i Catalogue of Life.